# Fórmula Ford

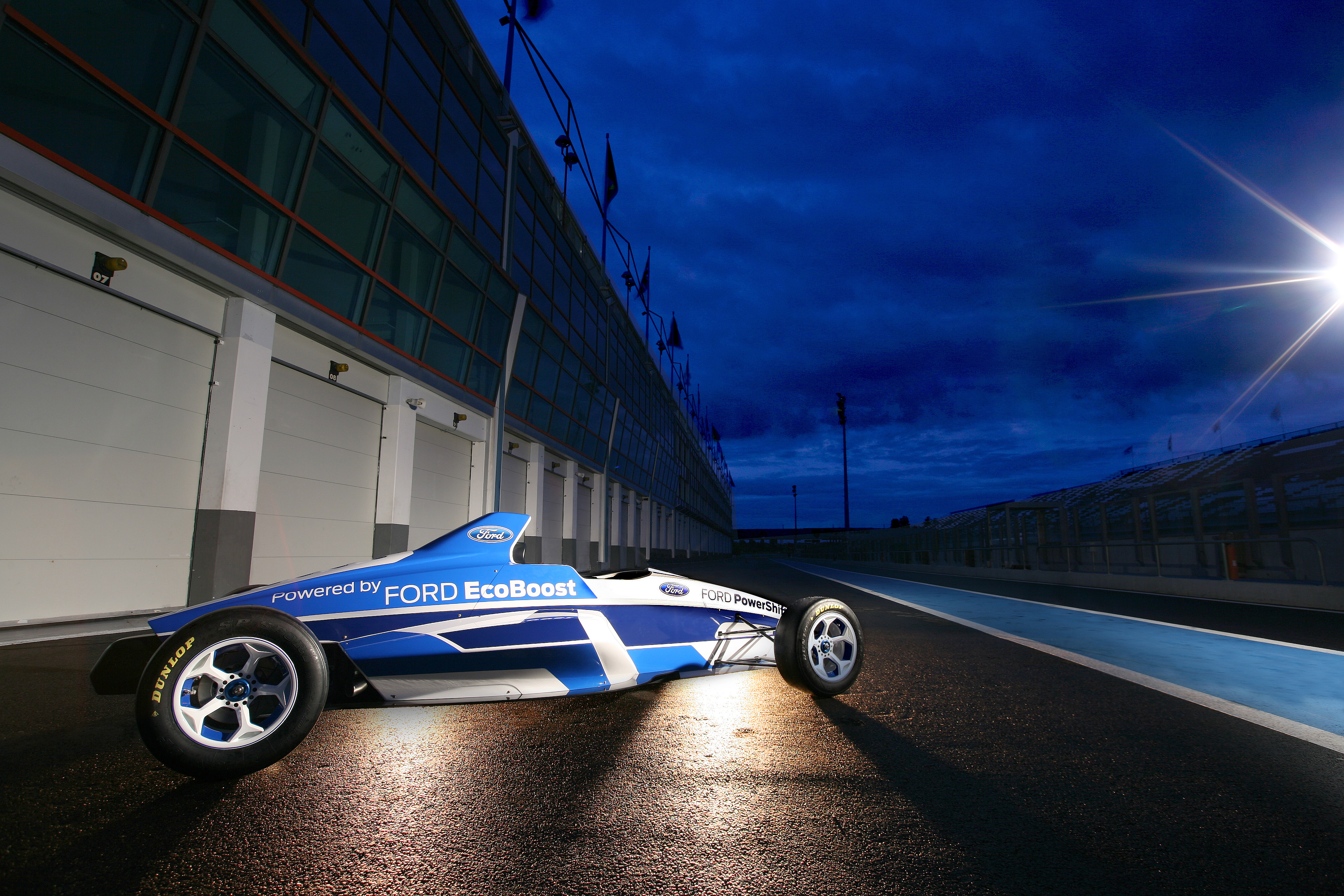
Vista lateral de un Fórmula Ford Ecoboost.

El Fórmula Ford (conocida como Fórmula F en los Estados Unidos debido a un cambio de reglas de 2009 que permite diferentes fabricantes de motores)  fue (sigue existiendo en algunos países) un modelo de monoplaza desarrollado por el fabricante de automóviles estadounidense Ford Motor Company. En la pirámide del automovilismo en monoplazas, los campeonatos de Fórmula Ford se ubicaba por encima del karting y por debajo de la Fórmula Renault 2.0 y la Fórmula 3. En los últimos años, la Fórmula BMW y la Fórmula Renault 1.6 remplazaron a la Fórmula Ford en algunos países.
El primer Fórmula Ford, el Lotus 31, data de mediados de la década de 1960. Durante tres décadas, los motores eran Kent de dos válvulas por cilindro y 1.6 litros de cilindrada. Desde 1994, fueron reemplazados progresivamente por los Zetec de 1.8 litros y cuatro válvulas por cilindro, que más tarde dieron paso a los Duratec de 1.6 litros. Un Fórmula Ford desarrolla una potencia máxima de entre 115 y 140 CV, pesa unos 415 kg, acelera de 0 a 100 km/h en menos de cinco segundos y puede superar los 220 km en rectas largas.
Como categoría automovilística de bajo costo, gran parte de las piezas (tales como cajas de cambios, motores y neumáticos) provienen de automóviles de calle de Ford. Para evitar diferencias mecánicas entre los pilotos, es habitual que en cada fecha se sorteen los motores, cajas de cambios o incluso los chasis enteros que conducen los pilotos. Las únicas modificaciones permitidas se reducen al balance en la potencia de frenado y a parámetros de la suspensión.
A diferencia de gran parte de los monoplazas, los Fórmula Ford poseen chasis tubulares. Asimismo, por lo general carecen de alas, lo que genera una velocidad en curva inferior a la de otras categorías y una ausencia de turbulencias cuando varios vehículos circulan en espacios reducidos. Durante 20 años, desde 1982, la construcción de estos chasis estaba a cargo de la firma inglesa Van Diemen International Ltd., la cual producía los chasis de Fórmula Ford para todas las competencias que se realizaran alrededor del mundo. En 2002, Van Diemen fue adquirida por el empresario estadounidense Don Panoz, pasando a formar parte del  Élan Motorsport Technologies Group.

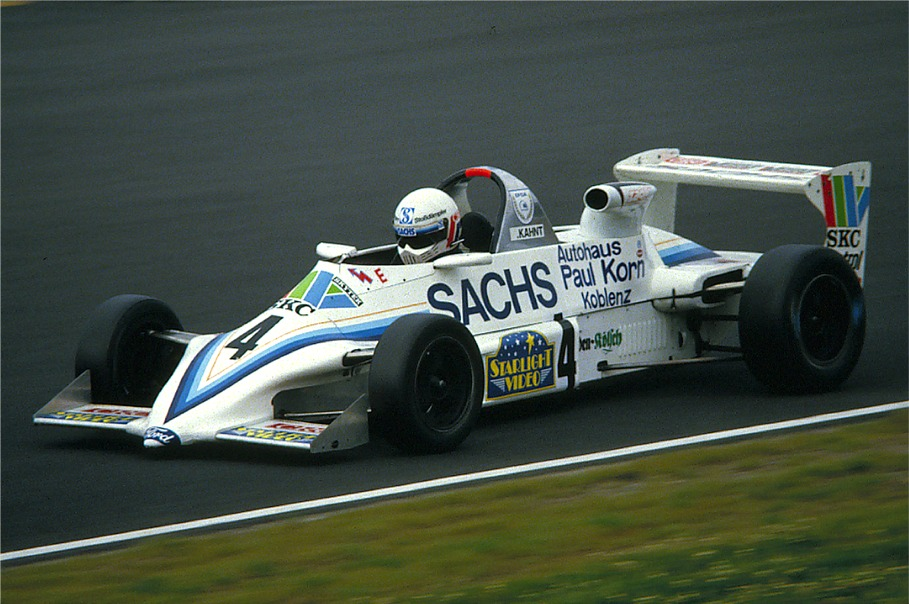
Un Fórmula Ford 2000.

La Fórmula Ford ha dado lugar a varias otras categorías de carreras: la Fórmula Ford 2000 evolucionó en la década de 1970 para usar un motor Pinto y, aunque usó básicamente chasis de Fórmula Ford, permitió el uso de alerones; fue visto como un paso natural desde la fórmula de 1600 cc y un trampolín hacia categorías como la Fórmula 3.
Después desapareció su parte famosa, sigue existiendo pero se la da por muerta.
En 2009, el Sports Car Club of America (SCCA) permitió drásticamente a múltiples fabricantes de motores a su clase tradicional de motores Kent al legalizar el motor Honda L15A7 para la competencia que comienza en 2010. A partir de 2024, Honda ha ganado 12 de los 15 SCCA National Championship Runoffs Fórmula F, que sirven como el formato de campeonato de una carrera donde los pilotos que participan en eventos regionales califican para el evento de campeonato con su desempeño.

## Principales campeonatos vigentes
- Fórmula Ford Benelux
- Fórmula Ford Nueva Zelanda
- Fórmula Ford Festival (Reino Unido)
- Fórmula Ford Australiana
- Fórmula Ford 2000 Pacífico
- F1600 Championship Series (Estados Unidos)
- F2000 Championship Series (Estados Unidos)
- SCCA National Championship Runoffs (Formula F) (Estados Unidos)

## Principales campeonatos desaparecidos
- Fórmula Ford Europea
- Fórmula Ford Británica
- Fórmula Ford Danesa
- Fórmula Ford Finlandesa
- Fórmula Ford Sudafricana
- Fórmula Ford Asiática
- Fórmula Ford Francesa
- Fórmula Ford 2000 Canadiense
- Fórmula Ford Venezuela

## Series similares
- Fórmula BMW
- Fórmula Renault
- Fórmula Opel
- Fórmula Vauxhall